# Arnaud des Pallières

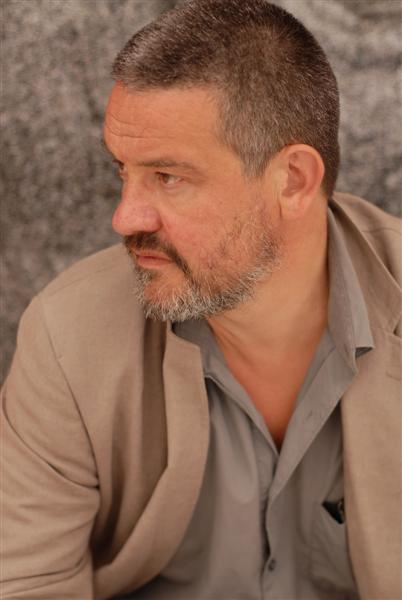
Arnaud des Pallières

Arnaud des Pallières (* 1. Dezember 1961 in Paris) ist ein französischer Filmregisseur und Drehbuchautor.

## Leben
Arnaud des Pallières arbeitete zunächst als Schauspieler und gründete gemeinsam mit seinem Freund Jean-Pierre Rehm die Kompanie Théâtre en demeure. Anschließend studierte er Regie an der renommierten Filmhochschule La fémis in Paris. Dort konnte er 1987 den Philosophen Gilles Deleuze für einen Vortrag gewinnen, aus dem das Video Gilles Deleuze: Qu’est-ce que l’acte de création? hervorging.
Nach einer Reihe von Kurzfilmen veröffentlichte er 1997 mit Drancy Avenir seine erste Kinoproduktion in Spielfilmlänge. Es folgten 2003 und 2008 die Filme Adieu und Parc sowie 2011 die Dokumentation Der Staub Amerikas, die auch im deutschen Fernsehen gezeigt wurde.
Sein Film Michael Kohlhaas nach der gleichnamigen Novelle von Heinrich von Kleist erhielt 2013 eine Einladung in den Wettbewerb der 66. Filmfestspiele von Cannes. In der Hauptrolle ist der dänische Schauspieler Mads Mikkelsen zu sehen.

## Filmografie
- 1987: Gilles Deleuze: Qu’est-ce que l’acte de création? (Video)
- 1989: La mémoire d’un ange (Kurzfilm)
- 1991: Le jardin du bonheur (Kurzfilm)
- 1993: Avant Après (Kurzfilm)
- 1994: Les choses rouges (Kurzfilm)
- 1997: Drancy Avenir
- 2002: Disneyland, mon vieux pays natal (Dokumentarfilm)
- 2003: Adieu
- 2008: Parc
- 2010: Diane Wellington (Kurzfilm)
- 2011: Der Staub Amerikas (Poussières d'Amérique, Dokumentarfilm)
- 2013: Michael Kohlhaas
- 2016: Rastlos, Renée (Orpheline)
- 2022: Journal d’Amérique